# Lohmannella heptapegoni
Lohmannella heptapegoni is een mijtensoort uit de familie van de Halacaridae. De wetenschappelijke naam van de soort is voor het eerst geldig gepubliceerd in 1966 door Petrova.